# جیمی لین (بازیگر پورنوگرافی)
جیمی لین (انگلیسی: Jamie Lynn؛ زاده ۲۵ فوریهٔ ۱۹۸۱) بازیگر پورنوگرافی اهل ایالات متحده آمریکا است.